# Roland-Center
Das Roland-Center Bremen ist ein Einkaufszentrum in Huchting, im südwestlichen Bremer Stadtgebiet.
Es wurde als eines der ersten deutschen Einkaufszentren gebaut und in den nachfolgenden Jahren mehrfach erweitert und umstrukturiert.

## Beschreibung

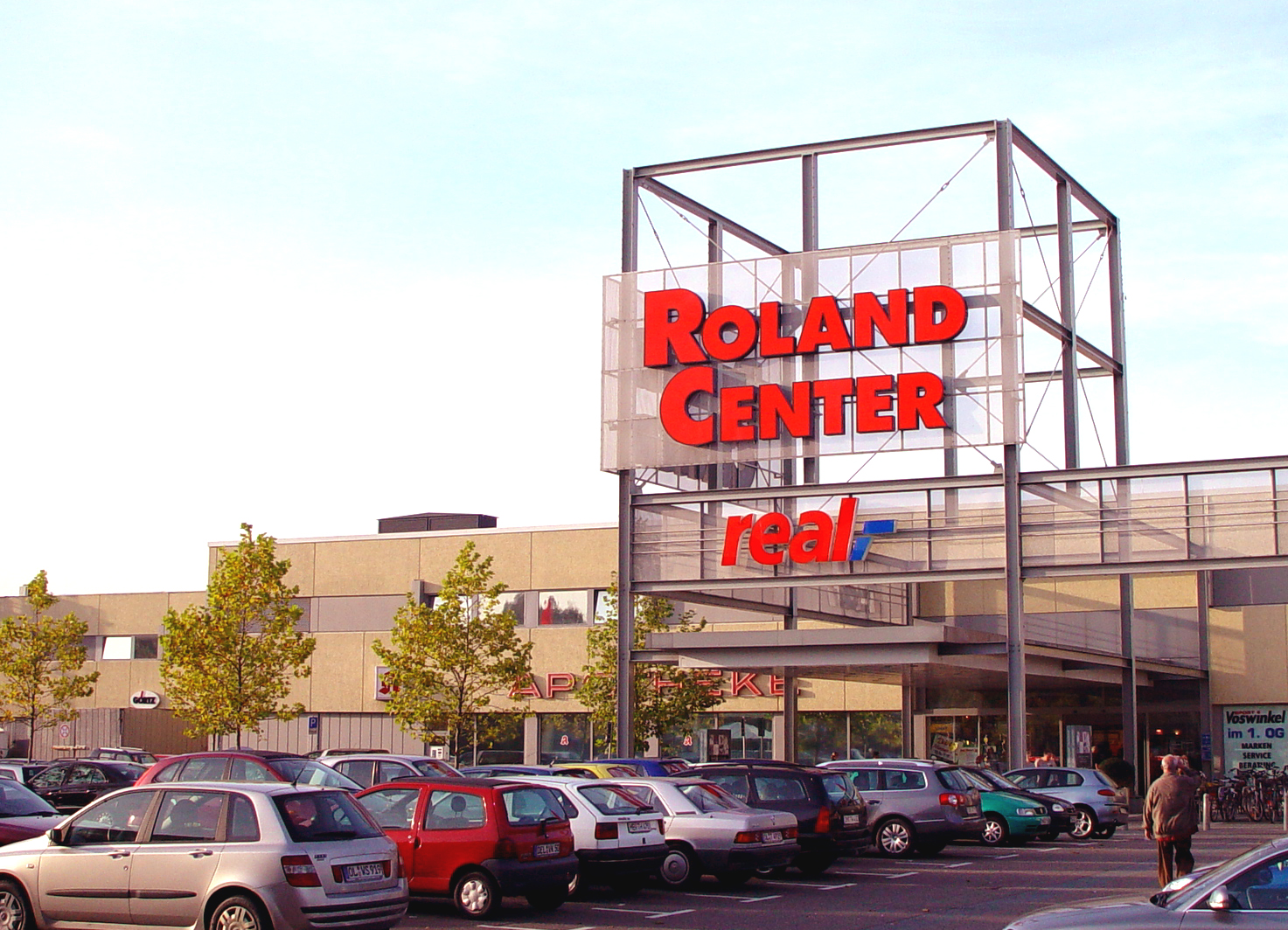
Roland-Center

Auf zirka 30.000 m² Verkaufsfläche verteilen sich über zwei Ebenen und externen Zusatzgebäuden über 100 Fachgeschäfte aus Dienstleistung, Einzelhandel und Gastronomie. Im zweiten Obergeschoss befinden sich ein Standort der Stadtbibliothek Bremen und Rechtsanwaltbüros. Betreiber des Roland-Centers ist die ECE Marketplaces GmbH & Co. KG.

## Lage
Im südwestlichen Bremer Stadtteil Huchting befindet sich das Roland-Center im Ortsteil Kirchhuchting. Direkt am Einkaufszentrum erbaute die Bremer Straßenbahn AG (BSAG) eine Straßenbahnendhaltestelle und damit einen zentralen Umsteigepunkt. Nachdem dieser zuerst den Namen Kirchhuchting trug, wurde er später in Roland-Center umbenannt. Dort halten die Straßenbahnlinien 1 und 8, die Buslinien 52, 55, 57 und 58 sowie die Nachtlinien N1 und N6 der BSAG. Weitere Buslinien führen von der Haltestelle in die umliegenden Städte Delmenhorst, Stuhr und Wildeshausen. Über die nahegelegene Bundesstraße 75 ist das Roland-Center an die Autobahnen A 27 (über Bundesstraße 6), A 28 und A 281 angebunden. Die am Center vorbeiführende Kirchhuchtinger Landstraße endet als Moordeicher Landstraße an der A 28, die in direkter Nähe über das Dreieck Stuhr an die A 1 angebunden ist.

## Veranstaltungsort
Für Vereine und Institutionen der Region zählt das Roland-Center als Plattform für Veranstaltungen, die mit den Großaktionen und Märkten des Centers für Abwechslung und Unterhaltung in der überdachten Einkaufszeile sorgen. Regelmäßig findet sonntags ein Antikmarkt im Roland-Center statt, bei dem auch Aussteller aus Nachbarländern wie Dänemark oder aus den Niederlanden Antiquitäten anbieten.